# Comunitat sikh de Catalunya
La comunitat sikh de Catalunya és una comunitat religiosa i cultural procedent de la regió índia del Panjab. Actualment, hi ha 13.000 sikhs en la totalitat del territori català.
Els sikhs que són membres del khalsa es poden reconèixer fàcilment perquè llueixen cinc elements que els distingeixen, coneguts com les cinc k: el kesh (els cabells i la barba sense tallar), kanga (una pinta de fusta), kachera (roba interior de cotó), kara (un braçalet d'acer) i el kirpan (una daga).
Destaquen per defensar la igualtat de tothom, ja sigui en térmens de gènere, raça, religió... i promouen el fet d'ajudar els altres i a compartir amb els necessitats.

## Història
A Catalunya, els sikhs van començar arribar a partir de la dècada del 1980, però no va ser fins a la dècada del 2000 quan la comunitat va esdevenir important, sobretot a Barcelona i Girona. El 1992 van crear l'espai de culte (gurudwara) al número 97 del carrer de l'Hospital de Barcelona. Els gurdwaras (temples sikhs) alimenten cada dia, gratuïtament, a unes 1500 persones sense tenir en compte l'origen, religió o nacionalitat d'aquestes.
La Comunitat Sikh de Catalunya va guanyar la IV edició del Premi Martí Gasull i Roig a l'exemplaritat en defensa de la llengua, en la categoria de votació popular. Els finalistes van ser La Bressola i Softcatalà. En aquesta edició dels premis, que atorga la Plataforma per la Llengua, també ha estat reconegut el gramàtic i lingüista Albert Jané, amb el Premi Especial del Jurat per la seva trajectòria. Destaquen per ser un grup social que s'integra molt bé.

## Festivitats
A Catalunya els Sikhs celebren el festival de Nagar Kirtan, una processó pública que es realitza fent un recorregut pels carrers. Aquest recorregut es fa en els municipis on hi ha un gurdwara, com Vic, Lloret de Mar o Badalona.
També celebren el Vaisakhi, l'any nou sikh, que paral·lelament, commemora la creació del khalsa, un orde religiós que aplega a tots els sikhs batejats. Per celebrar aquesta festa, és imprescindible que els sikhs treguin en processó el Gurú Granth Sahib, el seu llibre sagrat. Durant aquests actes es reparteix menjar per tothom, es fan demostracions d'arts marcials i es realitzen cants sagrats amb música.

## Representació
El portaveu de la comunitat sikh de Catalunya és Gurdev Singh i Khalsa, jove vigatà d'origen indi nascut a Catalunya.
Divulgador acreditat del sikhisme, representa la comunitat sikh davant de les institucions governamentals a escala nacional i és la persona de referència dins l'àmbit. 
El 8 de març de 2020, va realitzar un destacat acte feminista a la via pública per reivindicar igualtat des d'un punt de vista més religiós; amb la presència de diverses confessions i associacions.